# Elezioni parlamentari in Giappone del 1972
Le elezioni parlamentari in Giappone del 1972 si tennero il 10 dicembre per il rinnovo della Camera dei rappresentanti. In seguito all'esito elettorale, Kakuei Tanaka, esponente del Partito Liberal Democratico, fu confermato Primo ministro; nel 1976 gli successe Takeo Miki, espressione del medesimo partito.

## Risultati
| Liste                          | Voti       | %     | Seggi |
| ------------------------------ | ---------- | ----- | ----- |
| Partito Liberal Democratico    | 24 563 199 | 46,85 | 271   |
| Partito Socialista Giapponese  | 11 478 742 | 21,90 | 118   |
| Partito Comunista Giapponese   | 5 496 827  | 10,49 | 38    |
| Kōmeitō                        | 4 436 755  | 8,46  | 29    |
| Partito Democratico Socialista | 3 660 953  | 6,98  | 19    |
| Altri                          | 143 019    | 0,27  | 2     |
| Indipendenti                   | 2 645 582  | 5,05  | 14    |
| Totale                         | 52 425 077 | 100   | 491   |